# Ῑ̆
Cette page contient des caractères spéciaux ou non latins. S’ils s’affichent mal (▯, ?, etc.), consultez la page d’aide Unicode.
Iota macron brève (capitale Ῑ̆, minuscule ῑ̆) est une lettre de l’alphabet grec utilisée pour le grec ancien en particulier lorsque la quantité de longueur de syllabe est indiquée.

## Utilisation
L’iota macron brève est utilisé pour noter un iota qui peut être long ou court, notamment dans certains dictionnaires. Il est par exemple utilisé lorsque la quantité de longueur est indiqué dans la transcription de mots comme σιρός, alors transcrit ‹ σῑ̆ρός ›, ou χλιαίνω transcrit ‹ χλῑ̆αίνω ›.